# Campeonato Mundial de Fórmula 1 de 1966
A Temporada de Fórmula 1 de 1966 foi a 17ª realizada pela FIA. Teve como campeão o australiano Jack Brabham.

## Equipes e pilotos
| Equipe                      | Constructor         | Chassis    | Motor                                  | Pneu | Pilotos              | Rodadas     |
| --------------------------- | ------------------- | ---------- | -------------------------------------- | ---- | -------------------- | ----------- |
| Bruce McLaren Motor Racing  | McLaren-Ford        | M2B        | Ford 406 3.0 V8                        | F    | Bruce McLaren        | 1, 8–9      |
| Bruce McLaren Motor Racing  | McLaren-Serenissima | M2B        | Serenissima M166 3.0 V8                | F    | Bruce McLaren        | 2, 4–5      |
| Team Lotus                  | Lotus-Climax        | 33         | Climax FWMV 2.0 V8                     | F    | Jim Clark            | 1–6         |
| Team Lotus                  | Lotus-Climax        | 33         | Climax FWMV 2.0 V8                     | F    | Geki                 | 7           |
| Team Lotus                  | Lotus-Climax        | 33         | Climax FWMV 2.0 V8                     | F    | Peter Arundell       | 8           |
| Team Lotus                  | Lotus-Climax        | 33         | Climax FWMV 2.0 V8                     | F    | Pedro Rodríguez      | 3, 9        |
| Team Lotus                  | Lotus-BRM           | 43 33      | BRM P75 3.0 H16 BRM P60 2.0 V8         | F    | Pedro Rodríguez      | 8           |
| Team Lotus                  | Lotus-BRM           | 43 33      | BRM P75 3.0 H16 BRM P60 2.0 V8         | F    | Peter Arundell       | 2–7, 9      |
| Team Lotus                  | Lotus-BRM           | 43 33      | BRM P75 3.0 H16 BRM P60 2.0 V8         | F    | Jim Clark            | 7–9         |
| Team Lotus                  | Lotus-Ford          | 44         | Ford Cosworth SCA 1.0 L4               | D    | Gerhard Mitter       | 6           |
| Team Lotus                  | Lotus-Ford          | 44         | Ford Cosworth SCA 1.0 L4               | D    | Pedro Rodríguez      | 6           |
| Team Lotus                  | Lotus-Ford          | 44         | Ford Cosworth SCA 1.0 L4               | D    | Piers Courage        | 6           |
| Reg Parnell Racing          | Lotus-BRM           | 33         | BRM P60 2.0 V8                         | F    | Mike Spence          | Todas       |
| Reg Parnell Racing          | Ferrari             | 246        | Ferrari 228 2.4 V6                     | F    | Giancarlo Baghetti   | 7           |
| Brabham Racing Organisation | Brabham-Repco       | BT19 BT20  | Repco 620 3.0 V8                       | G    | Jack Brabham         | Todas       |
| Brabham Racing Organisation | Brabham-Repco       | BT19 BT20  | Repco 620 3.0 V8                       | G    | Denny Hulme          | 3–9         |
| Brabham Racing Organisation | Brabham-Climax      | BT22       | Climax FPF 2.8 L4                      | G    | Denny Hulme          | 1–2         |
| Brabham Racing Organisation | Brabham-Climax      | BT22       | Climax FPF 2.8 L4                      | G    | Chris Irwin          | 4           |
| Cooper Car Company          | Cooper-Maserati     | T81        | Maserati 9/F1 3.0 V12                  | D    | Richie Ginther       | 1–2         |
| Cooper Car Company          | Cooper-Maserati     | T81        | Maserati 9/F1 3.0 V12                  | D    | Jochen Rindt         | Todas       |
| Cooper Car Company          | Cooper-Maserati     | T81        | Maserati 9/F1 3.0 V12                  | D    | Chris Amon           | 3           |
| Cooper Car Company          | Cooper-Maserati     | T81        | Maserati 9/F1 3.0 V12                  | D    | John Surtees         | 3–9         |
| Cooper Car Company          | Cooper-Maserati     | T81        | Maserati 9/F1 3.0 V12                  | D    | Moisés Solana        | 9           |
| Owen Racing Organisation    | BRM                 | P261 P83   | BRM P60 2.0 V8 BRM P75 3.0 H16         | D    | Graham Hill          | Todas       |
| Owen Racing Organisation    | BRM                 | P261 P83   | BRM P60 2.0 V8 BRM P75 3.0 H16         | D    | Jackie Stewart       | 1–2, 4–9    |
| R.R.C. Walker Racing Team   | Brabham-BRM         | BT11       | BRM P60 2.0 V8                         | D    | Jo Siffert           | 1           |
| R.R.C. Walker Racing Team   | Cooper-Maserati     | T81        | Maserati 9/F1 3.0 V12                  | D    | Jo Siffert           | 2–5, 7–9    |
| DW Racing Enterprises       | Brabham-Climax      | BT11       | Climax FPF 2.8 L4                      | F    | Bob Anderson         | 1, 3–7      |
| Scuderia Ferrari SpA SEFAC  | Ferrari             | 246 312/66 | Ferrari 228 2.4 V6 Ferrari 218 3.0 V12 | F D  | Lorenzo Bandini      | 1–3, 5–8    |
| Scuderia Ferrari SpA SEFAC  | Ferrari             | 246 312/66 | Ferrari 228 2.4 V6 Ferrari 218 3.0 V12 | F D  | John Surtees         | 1–2         |
| Scuderia Ferrari SpA SEFAC  | Ferrari             | 246 312/66 | Ferrari 228 2.4 V6 Ferrari 218 3.0 V12 | F D  | Mike Parkes          | 3, 5–7      |
| Scuderia Ferrari SpA SEFAC  | Ferrari             | 246 312/66 | Ferrari 228 2.4 V6 Ferrari 218 3.0 V12 | F D  | Ludovico Scarfiotti  | 6–7         |
| Anglo-Suisse Racing Team    | Cooper-Maserati     | T81        | Maserati 9/F1 3.0 V12                  | F    | Jo Bonnier           | 1–2, 5–9    |
| Anglo-Suisse Racing Team    | Brabham-Climax      | BT22       | Climax FPF 2.8 L4                      | F    | Jo Bonnier           | 3           |
| Anglo-Suisse Racing Team    | Brabham-Climax      | BT7        | Climax FWMV 2.0 V8                     | F    | Jo Bonnier           | 4           |
| Team Chamaco Collect        | BRM                 | P261       | BRM P60 2.0 V8                         | G    | Bob Bondurant        | 1–2, 4, 6–7 |
| Team Chamaco Collect        | BRM                 | P261       | BRM P60 2.0 V8                         | G    | Vic Wilson           | 2           |
| Phil Hill                   | Lotus-Climax        | 25         | Climax FWMV 2.0 V8                     | F    | Phil Hill            | 1           |
| Phil Hill                   | McLaren-Ford        | M2B        | Ford 406 3.0 V8                        | F    | Phil Hill            | 2           |
| Guy Ligier                  | Cooper-Maserati     | T81        | Maserati 9/F1 3.0 V12                  | D    | Guy Ligier           | 1–6         |
| Anglo American Racers       | Eagle-Climax        | Mk1        | Climax FPF 2.8 L4                      | G    | Dan Gurney           | 2–6, 9      |
| Anglo American Racers       | Eagle-Climax        | Mk1        | Climax FPF 2.8 L4                      | G    | Phil Hill            | 7           |
| Anglo American Racers       | Eagle-Climax        | Mk1        | Climax FPF 2.8 L4                      | G    | Bob Bondurant        | 8           |
| Anglo American Racers       | Eagle-Weslake       | Mk1        | Weslake 58 3.0 V12                     | G    | Dan Gurney           | 7–8         |
| Anglo American Racers       | Eagle-Weslake       | Mk1        | Weslake 58 3.0 V12                     | G    | Bob Bondurant        | 9           |
| David Bridges               | Brabham-BRM         | BT11       | BRM P60 2.0 V8                         | G    | John Taylor          | 3–6         |
| Shannon Racing Cars         | Shannon-Climax      | SH1        | Climax FPE 3.0 V8                      | D    | Trevor Taylor        | 4           |
| J.A. Pearce Engineering Ltd | Cooper-Ferrari      | T73        | Ferrari Tipo 168 3.0 V12               | D    | Chris Lawrence       | 4, 6        |
| Caltex Racing Team          | Brabham-Ford        | BT18       | Ford Cosworth SCA 1.0 L4]]             | D    | Kurt Ahrens Jr.      | 6           |
| Tyrrell Racing Organisation | Matra-BRM           | MS5        | BRM P80 1.0 L4                         | D    | Hubert Hahne         | 6           |
| Tyrrell Racing Organisation | Matra-Ford          | MS5        | Ford Cosworth SCA 1.0 L4               | D    | Jacky Ickx           | 6           |
| Roy Winkelmann Racing       | Brabham-Ford        | BT18       | Ford Cosworth SCA 1.0 L4               | D    | Hans Herrmann        | 6           |
| Roy Winkelmann Racing       | Brabham-Ford        | BT18       | Ford Cosworth SCA 1.0 L4               | D    | Alan Rees            | 6           |
| Matra Sports                | Matra-Ford          | MS5        | Ford Cosworth SCA 1.0 L4]]             | D    | Jo Schlesser         | 6           |
| Matra Sports                | Matra-Ford          | MS5        | Ford Cosworth SCA 1.0 L4]]             | D    | Jean-Pierre Beltoise | 6           |
| Silvio Moser                | Brabham-Ford        | BT16       | Ford Cosworth SCA 1.0 L4]]             | D    | Silvio Moser         | 6           |
| Honda R & D Company         | Honda               | RA273      | Honda RA273E 3.0 V12                   | G    | Richie Ginther       | 7–9         |
| Honda R & D Company         | Honda               | RA273      | Honda RA273E 3.0 V12                   | G    | Ronnie Bucknum       | 8–9         |
| Chris Amon Racing           | Brabham-BRM         | BT11       | BRM P60 1.9 V8                         | D    | Chris Amon           | 7           |
| Bernard White Racing        | BRM                 | P261       | BRM P60 1.9 V8                         | D    | Innes Ireland        | 8–9         |

- Nota: Os pilotos e equipes que estão em cor-de-rosa disputaram o Grande Prêmio da Alemanha com carros de Fórmula 2.

## Resultados

### Grandes Prêmios
| Prova | Grande Prêmio        | Data          | Local              | Vencedor            | Construtor      | Resumo   |
| ----- | -------------------- | ------------- | ------------------ | ------------------- | --------------- | -------- |
| 1     | GP de Mônaco         | 22 de Maio    | Monaco             | Jackie Stewart      | BRM             | Detalhes |
| 2     | GP da Bélgica        | 12 de Junho   | Spa-Francorchamps  | John Surtees        | Ferrari         | Detalhes |
| 3     | GP da França         | 3 de Julho    | Reims-Gueux        | Jack Brabham        | Brabham-Repco   | Detalhes |
| 4     | GP da Grã-Bretanha   | 16 de Julho   | Brands Hatch       | Jack Brabham        | Brabham-Repco   | Detalhes |
| 5     | GP dos Países Baixos | 24 de Julho   | Zandvoort          | Jack Brabham        | Brabham-Repco   | Detalhes |
| 6     | GP da Alemanha       | 7 de Agosto   | Nürburgring        | Jack Brabham        | Brabham-Repco   | Detalhes |
| 7     | GP da Itália         | 4 de Setembro | Monza              | Ludovico Scarfiotti | Ferrari         | Detalhes |
| 8     | GP dos EUA           | 2 de Outubro  | Watkins Glen       | Jim Clark           | Lotus-BRM       | Detalhes |
| 9     | GP do México         | 23 de Outubro | Hermanos Rodriguez | John Surtees        | Cooper-Maserati | Detalhes |

### Pilotos
| Pos. | Piloto              | MON | BEL | FRA | GBR | NED | GER | ITA | USA | MEX | Pts.    |
| ---- | ------------------- | --- | --- | --- | --- | --- | --- | --- | --- | --- | ------- |
| 1    | Jack Brabham        | Ret | 4   | 1   | 1   | 1   | 1   | Ret | Ret | 2   | 42 (45) |
| 2    | John Surtees        | Ret | 1   | Ret | Ret | Ret | 2   | Ret | 3   | 1   | 28      |
| 3    | Jochen Rindt        | Ret | 2   | 4   | 5   | Ret | 3   | 4   | 2   | Ret | 22 (24) |
| 4    | Denny Hulme         | Ret | Ret | 3   | 2   | Ret | Ret | 3   | Ret | 3   | 18      |
| 5    | Graham Hill         | 3   | Ret | Ret | 3   | 2   | 4   | Ret | Ret | Ret | 17      |
| 6    | Jim Clark           | Ret | Ret | DNS | 4   | 3   | Ret | Ret | 1   | Ret | 16      |
| 7    | Jackie Stewart      | 1   | Ret |     | Ret | 4   | 5   | Ret | Ret | Ret | 14      |
| 8    | Mike Parkes         |     |     | 2   |     | Ret | Ret | 2   |     |     | 12      |
| 9    | Lorenzo Bandini     | 2   | 3   | NC  |     | 6   | 6   | Ret | Ret |     | 12      |
| 10   | Ludovico Scarfiotti |     |     |     |     |     | Ret | 1   |     |     | 9       |
| 11   | Richie Ginther      | Ret | 5   |     |     |     |     | Ret | NC  | 4   | 5       |
| 12   | Dan Gurney          |     | NC  | 5   | Ret | Ret | 7   | Ret | Ret | 5   | 4       |
| 13   | Mike Spence         | Ret | Ret | Ret | Ret | 5   | Ret | 5   | Ret | DNS | 4       |
| 14   | Bob Bondurant       | 4   | Ret |     | 9   |     | Ret | 7   | DSQ | Ret | 3       |
| 15   | Jo Siffert          | Ret | Ret | Ret | NC  | Ret |     | Ret | 4   | Ret | 3       |
| 16   | Bruce McLaren       | Ret | DNS |     | 6   | DNS |     |     | 5   | Ret | 3       |
| 17   | Peter Arundell      |     | DNS | Ret | Ret | Ret | 8   | 8   | 6   | 7   | 1       |
| 18   | Jo Bonnier          | NC  | Ret | NC  | Ret | 7   | Ret | Ret | NC  | 6   | 1       |
| 19   | Bob Anderson        | Ret |     | 7   | NC  | Ret | Ret | 6   |     |     | 1       |
| 20   | John Taylor         |     |     | 6   | 8   | 8   | Ret |     |     |     | 1       |
| 21   | Chris Irwin         |     |     |     | 7   |     |     |     |     |     | 0       |
| 22   | Ronnie Bucknum      |     |     |     |     |     |     |     | Ret | 8   | 0       |
| 23   | Chris Amon          |     |     | 8   |     |     |     | DNQ |     |     | 0       |
| 24   | Guy Ligier          | NC  | NC  | NC  | 10  | 9   | DNS |     |     |     | 0       |
| 25   | Geki                |     |     |     |     |     |     | 9   |     |     | 0       |
| 26   | Chris Lawrence      |     |     |     | 11  |     | Ret |     |     |     | 0       |
| —    | Giancarlo Baghetti  |     |     |     |     |     |     | NC  |     |     | 0       |
| —    | Pedro Rodríguez     |     |     | Ret |     |     |     |     | Ret | Ret | 0       |
| —    | Innes Ireland       |     |     |     |     |     |     |     | Ret | Ret | 0       |
| —    | Trevor Taylor       |     |     |     | Ret |     |     |     |     |     | 0       |
| —    | Moises Solana       |     |     |     |     |     |     |     |     | Ret | 0       |
| —    | Phil Hill           |     |     |     |     |     |     | DNQ |     |     | 0       |
| Pos. | Piloto              | MON | BEL | FRA | GBR | NED | GER | ITA | USA | MEX | Pts.    |

| Cor        | Resultado             |
| ---------- | --------------------- |
| Ouro       | Vencedor              |
| Prata      | 2.º lugar             |
| Bronze     | 3.º lugar             |
| Verde      | Terminou, nos pontos  |
| Azul       | Terminou, sem pontos  |
| Púrpura    | Ret – Retirou-se      |
| Vermelho   | NQ – Não qualificado  |
| Preto      | DSQ – Desqualificado  |
| Branco     | NL – Não largou       |
| Branco     | C – Corrida cancelada |
| Azul claro | AT – Apenas Treino    |
| Sem cor    | NP – Não participou   |
| Sem cor    | Les – Lesionado       |
| Sem cor    | EX – Excluído         |

- Em negrito indica pole position e em itálico volta mais rápida.

### Construtores
| Pos. | Construtor          | Pontos  |
| ---- | ------------------- | ------- |
| 1    | Brabham-Repco       | 42 (49) |
| 2    | Ferrari             | 31 (32) |
| 3    | Cooper-Maserati     | 30 (35) |
| 4    | BRM                 | 22      |
| 5    | Lotus-BRM           | 13      |
| 6    | Lotus-Climax        | 8       |
| 7    | Eagle-Climax        | 4       |
| 8    | Honda               | 3       |
| 9    | McLaren-Ford        | 2       |
| 10   | Brabham-Climax      | 1       |
| 11   | McLaren-Serenissima | 1       |
| 12   | Brabham-BRM         | 1       |
| 13   | Eagle-Weslake       | 0       |
| 14   | Shannon-Climax      | 0       |
| 15   | Cooper-Ferrari      | 0       |